# Tiberio Manilio Fusco
Tiberio Manilio Fusco (latino: Tiberius Manilius Fuscus; fl. 163-225) è stato un politico romano di età imperiale.

## Biografia

### Origini familiari
Fusco era probabilmente originario dell'Italia o della Hispania: in queste zone erano infatti molto diffusi i Manilii (o Manlii) con praenomen Tiberio. Si sposò con Flavia Pollitta.

### Carriera politica
Dal 191 al 193 circa fu in Dacia, come legatus legionis della XIII Gemina; quando nel 194 la Siria venne divisa in due province, Fusco divenne governatore della nuova Siria Fenicia. Fu durante il governatorato di Siria che Fusco fu console suffetto in absentia, probabilmente attorno al 196. Attorno al 203 divenne magister del collegio dei Quindecimviri sacris faciundis; fu in queste vesti che nel 204 diede inizio ai giochi secolari. Intorno al 209/210 o al 212/213 fu proconsole d'Asia; nel 225 divenne infine console ordinario.
Fusco si schierò con Settimio Severo durante la guerra civile che lo attese prima di salire al trono: venne quindi preso in considerazione per ruoli molto prestigiosi, come la presidenza del collegio dei Quindecimviri, che prevedeva l'apertura dei giochi secolari.